# برادلي لورد
برادلي لورد (بالإنجليزية: Bradley Lord)‏ هو متزلج فني أمريكي، ولد في 22 أغسطس 1939 في مقاطعة إسكس في الولايات المتحدة، وتوفي في 15 فبراير 1961 في بروكسل في بلجيكا.